# Tamara - Toccata dal fuoco
Tamara - Toccata dal fuoco (Tamara) è un film del 2005 diretto da Jeremy Haft.
La storia è un parziale riferimento alle vicende di Carrie, il primo romanzo del 1974 di Stephen King.

## Trama
Tamara Riley è una liceale poco popolare appassionata di magia. Alcuni suoi compagni di classe decidono di farle uno scherzo crudele quando scoprono che ha parlato male di loro in un articolo scritto per la scuola. Lo scherzo finisce in tragedia, durante uno scontro Tamara muore. Grazie ad un incantesimo d'amore incompiuto, diretto al suo professore d'inglese, del quale è segretamente innamorata, Tamara torna in vita spietata e assetata di sangue verso quelli che l'hanno umiliata e uccisa.
I compagni coinvolti nell'incidente si spaventano quando vedono entrare Tamara in classe in forma perfetta e completamente diversa, infatti è scomparsa la vecchia timida Tamara sostituita da un avvenente e sexy liceale.
Il primo a subire la vendetta di Tamara è Roger. Mentre si trova nella sala video della scuola l'immagine comincia a distorcersi e rivede le immagini della sera in cui Tamara è morta. All'improvviso si trova Tamara davanti che comincia a torturarlo con allucinazioni per fargli capire cosa si prova ad essere seppelliti vivi. Posseduto dal potere di Tamara, il ragazzo si taglia un orecchio e la lingua con una lametta durante un messaggio video per la scuola e successivamente si pugnala in un occhio morendo.
Successivamente Tamara sposta la sua attenzione sul professor Natolly per il quale prova ancora un'attrazione. Si reca a casa sua ma dopo essere stata rifiutata fa in modo che litighi con la fidanzata tirando in ballo la storia della sterilità di lei, ed essa convinta che gliene abbia parlato il fidanzato ci litiga.
Tamara uccide anche suo padre, reo di aver avuto fantasie sessuali sulla figlia e di essere un alcolizzato. Lo uccide facendogli mangiare delle bottiglie di vetro.
Durante una festa Tamara si vendica anche su Patrick e Shawn. Costringe i due a copulare con Shawn che violenta Patrick come lui ha violentato delle ragazze in passato. Successivamente incontra Kisha che cerca di fermarla ma scatena in lei un senso di autodistruzione basato sui suoi problemi alimentari. Kisha comincia a mangiarsi le dita da sola, ma viene bloccata da Jesse e Chloe che avvertono il professor Natolly su ciò che sta facendo Tamara. Kisha ancora sotto uno stato di torpore mentale chiama Tamara e le dice cosa hanno fatto i suoi amici.
Jesse, Chloe e il professor Natolly vanno a casa di Tamara dove trovano il libro di magia della ragazza che contiene il rituale per fermarla.
Tamara nel frattempo, manda Patrick e Shawn a casa del professore ad uccidere la fidanzata, Allison, ma la donna per difendersi finisce per uccidere i due ragazzi. Kisha e Allison vengono portate in ospedale, ma al suo risveglio Kisha uccide Jesse, poco prima di essere messa fuori gioco da Chloe. 
Alla fine ci sarà uno scontro tra Tamara, Allison, il professor Natolly e Chloe che finirà in tragedia : Natolly è l'unico che può fermare Tamara, solo stando insieme a lei per sempre. Natolly bacia Tamara, dice ad Allison l'ultimo "ti amo" e si getta dal tetto insieme alla ragazza.
Il film si chiude con l'immagine del libro di magia appartenuto a Tamara che viene afferrato dalle mani insanguinate di Kisha, il che lascia intendere che tornerà in cerca di vendetta.

## Colonna Sonora
- Don't Panic Babe (It'll Be Okay) - The Jkub Project
- That's What's Up - Slay Mafia
- Don't Judge Me - Slay Mafia
- Shatter - Lucid Grey
- Long Enough to Pretend - The Apple Bros.
- Sonico - Caesar Garcia 'Pyrotec'
- Unforgattable - Last Amanda
- Closer - Mr Jkub
- Steel Gangsta - Gee Realah and Ace-d
- Make It Wiggle - Gee Realah and Ace-d[1]

## Distribuzione
- Russia: 19 gennaio 2006
- Stati Uniti d'America: 3 febbraio 2006
- Germania: 21 aprile 2006